# Ness of Brodgar
Ness of Brodgar is een archeologische vindplaats van 2,5 hectare die ligt tussen de Ring of Brodgar en de Stones of Stenness, midden in het Hart van neolithisch Orkney, dat sinds 1999 door UNESCO aan de Werelderfgoedlijst is toegevoegd.
In 2003 zijn de opgravingen daar begonnen. Er worden bewerkte, platte stenen gevonden met merktekens, een zes meter brede muur met fundering en een groot bouwsel van steen dat als een neolithische tempel wordt beschreven. De vroegste structuren zijn tussen 3300 en 3200 v. Chr. gebouwd. De plaats raakte tegen 2200 v. Chr. in onbruik en werd gedeeltelijk ontmanteld. De bouwsels zijn van een voor die periode in Europa van een niet eerder gevonden omvang en vernuft.
De vindplaats werd in 1999 niet expliciet genoemd, want behoorde toen nog niet tot de vier voornaamste neolithische monumenten zoals de Ring of Brodgar, Stones of Stenness, Maes Howe en Skara Brae.
De opgravingen vonden plaats tot in 2024, gedurende de maanden juli en augustus. Het jaar 2024 was het laatste van een reeks van 20 jaren waarin steeds de opgravingen werden hervat nadat ieder najaar de locatie met landbouwplastiek en autobanden werd toegedekt. Er werden in die periode een groot aantal nieuwe, voor de nieuwe steentijd unieke vondsten gedaan

## Geschiedenis van de ontdekking en voornaamste bevindingen

### Locatie
Ness of Brodgar ligt op een landengte van een paar honderd meter breed, gelegen aan een brakwatermeer Loch Stennes aan de zuidwestelijke zijde en een zoetwatermeer Loch Harray aan de noordoostelijke kant.
Hoewel in 1925 een opvallende steen was gevonden, dateerde de ontdekking van de locatie Ness of Brodgar uit 2003. De eigenaar van een huis op de landengte wilde een natuurlijke bloemenweide aanleggen en liet daarvoor het land eerst ploegen. Hierbij werd een platte steen gevonden die leek op een onderdeel van een grafkist uit de bronstijd. Later bleek dat de Ness van Brodgar een complex van gebouwen uit de nieuwe steentijd betrof dat het hart vormde van een ritueel landschap met andere steentijdmonumenten. Richting zuidoost staan de Stones of Stennes en ten noordwesten ligt de Ring of Brodgar. Vanaf de opgraaflocatie is in oostelijke richting het grafmonumente Maeshowe. Een paar kilometer noordwestelijk van de Ring of Brodgar ligt nog een steentijdcircel (henge). Het neolihische dorp Skara Brae en het grafmonument Unstan liggen een aantal kilometers verder weg. Mogelijk liggen meer steentijdmonumenten onder het wateroppervlak van de meren. Waarschijnlijk was in het Neolithicum Loch Stennes een drasland in plaats van een meer en konden de bewoners van Skara Brae in een dag van en naar de Ness of Brodgar wandelen om daar rituelen bij te wonen.

### De gebouwen
De gevonden resten op de landengte zijn te groot voor huizen met gangbare bewoning in die periode. Ook de nabijheid van andere rituele monumenten en het bijzondere karakter van de opgegraven resten wijst op een belangrijke rituele functie van het geheel voor de neolithische bewoners van de Orkneyeilanden. Het complex van gebouwen was omgeven door een stenen muur die plaatselijk 1,8 meter hoog en vier meter breed was, dikker dan de Muur van Hadrianus.
Het complex heeft duizend jaar gefunctioneerd, dat is even lang als de tijd tussen nu en het bewind van graaf Dirk III over West-Frisia. De gebouwen werden eerder opgericht dan de Stones of Stenness en de Ring of Brodgar. Onduidelijk blijft of het voortdurend werd bewoond of dat het alleen werd gebruikt als plaats van samenkomst voor plechtigheden, feesten en handel drijven. In totaal maakten 75 generaties gebruik van het heiligdom.
De gebouwen zijn mooi gemaakt van zorgvuldig uitgekozen en bewerkte stenen. De bouwers waren echter niet bedreven in de aanleg van funderingen. Vaak stortten muren in en volgde herbouw. Nieuwere gebouwen werden gemaakt met materiaal van oudere bouwsels. Het is verbazingwekkend dat er een waterafvoersysteem onder het complex aanwezig is dat nu nog functioneert!

### Langeafstandshandel?
Er zijn meer dan 40.000 potscherven gevonden, vaak verbrand en met etensresten. Hier zijn ook de vroegste voorbeelden van neolithisch keramiek. Er zijn aanwijzingen dat dit type keramiek zijn oorsprong had op de Orkneyeilanden en zich daarna in zuidelijke richting verspreidde. Verder zijn er kostbaarheden gevonden zoals een zorgvuldig versierde stenen bal, vulkanisch glas en soorten steen die alleen voorkomen op het vasteland (Cumbria). Hieruit bleek dat de bewoners banden hadden die verder reikten.

### Neolithische kunst en een merkwaardig slot
Er zijn meer dan 600 versierde stenen gevonden, sommige met het motief van een vlinder. Er werd gebruik gemaakt van gele, rode en zwarte pigmenten. Er zijn vondsten gedaan waarvoor een verklaring ontbreekt, zoals de botten van een baby en een strijdknots van walvisbeen. Een van de grootste structuren (structuur 10) bevat aanwijzingen voor groot offerfeest en daarna de ceremoniële vernietiging van de tempel. Waarom dit gebeurde blijft onbekend. Rond 2200 v. Chr. werd het heiligdom verlaten en beroofd van zijn stenen. Daarna werd het overgroeid en vergeten.

## Beschrijving van de meest opvallende structuren

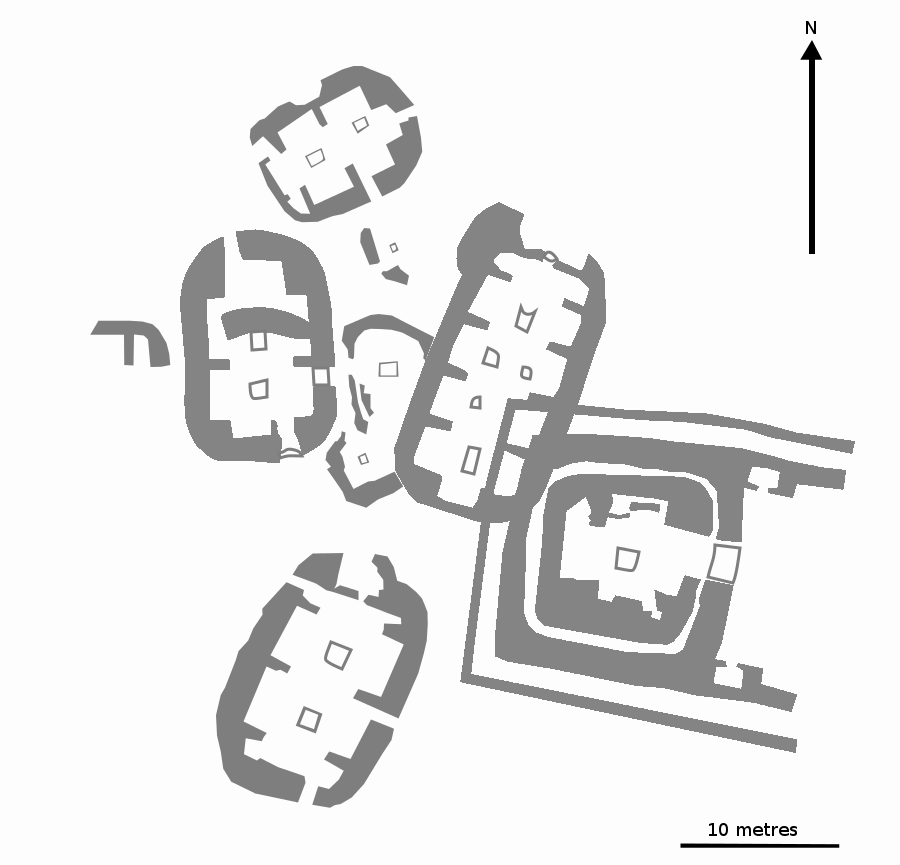
Overzicht opgraving in 2016

De gevonden structuren van de Ness of Brodgar zijn gemaakt van zandsteen, een veel voorkomend afzettingsgesteente op het eiland. Zandsteen laat zich gemakkelijk splijten in platte stenen en was daarom zeer geschikt voor mooi bouwwerk gemaakt met gereedschap uit de steentijd. Er zijn dunne platte stenen gevonden die niet als tegels konden worden gebruikt Dit is dan de eerste aanwijzing in de geschiedenis voor het gebruik van platte steen als dakbedekking.
De opgegraven structureren zijn genummerd in de volgorde waarin ze zijn ontdekt. De nummers lopen van 1 tot 36. Naarmate er meer werd ontdekt en meer duidelijk werd over de aard van de bouwsels, raakte sommige nummers in onbruik. In 2016 zijn de belangrijkste structuren de nummers 1, 8 10, 12 en 14. Deze structuren zijn rond ongeveer 3000 v Chr. opgericht maar staan op resten die in 2016 nog niet opgegraven waren en die mogelijk twee tot driehonderd jaar ouder zijn.

#### Structuur 1

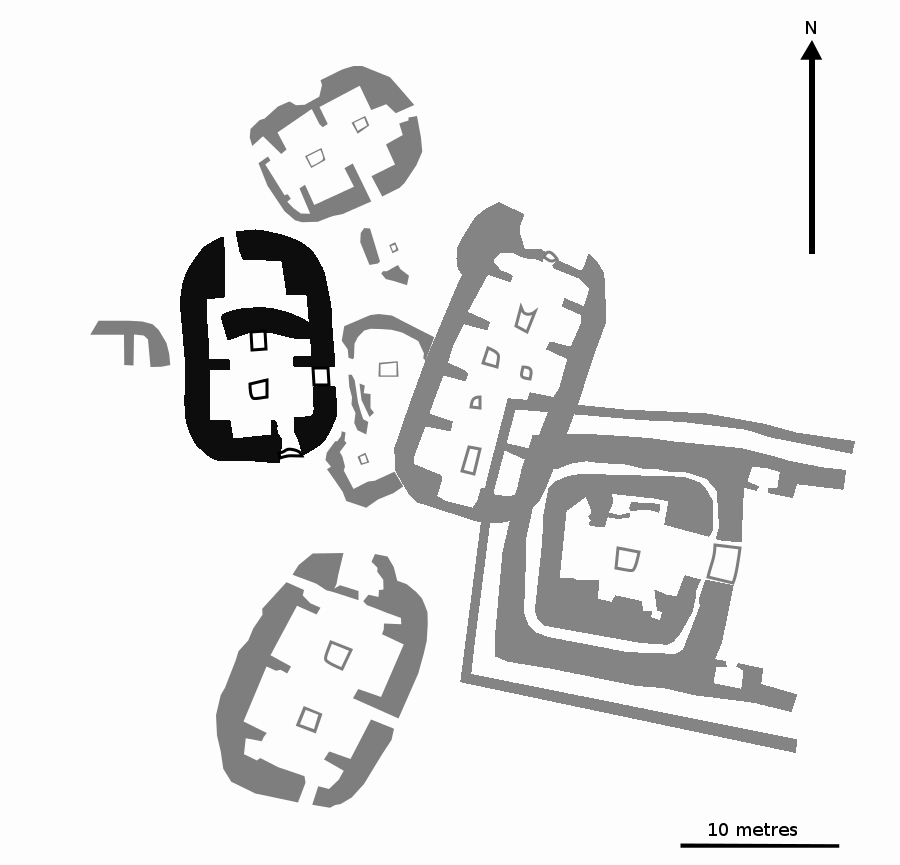
Structuur 1

Waarschijnlijk nam deze structuur een centrale plaats in. Oorspronkelijk was het gebouw meer dan 15 meter lang, maar binnen ongeveer een eeuw na de eerste bouw, werd het gebouw drastisch herbouwd. Twee ingangen werden geblokkeerd en een nieuwe ingang en een nieuwe muur werden aangelegd. Binnen de muren werden stenen met versieringen aangetroffen. Deze decoraties waren niet meer te zien toen het gebouw in gebruik was. Sommige stenen waren beschilderd met gele, rode en oranje pigmenten, gemaakt van het okerkleurige mineraal hematiet gemengd met dierlijk vet en melk of ei. Dit waren de eerste aanwijzingen voor het gebruik van pigmenten in Neolithisch Brtittanië. In 2015 werden ook de resten gevonden van een pas geboren baby.

#### Structuur 8

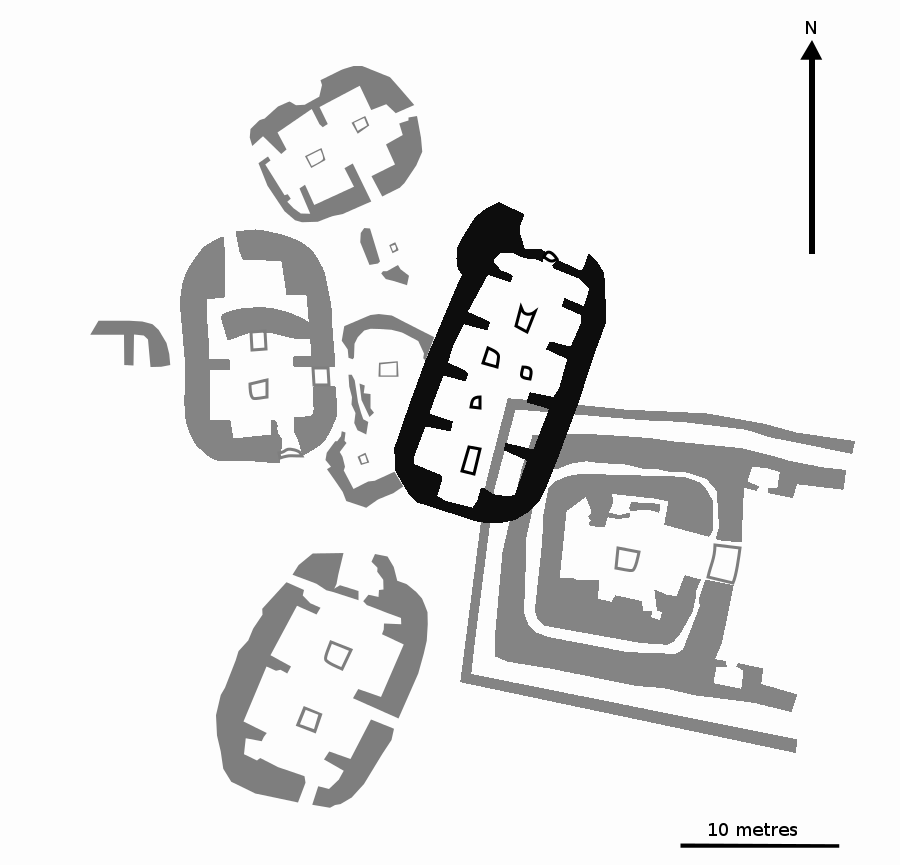
Structuur 8

De structuur bestond gelijktijdig met structuur 1 of werd misschien gebouwd toen deze structuur klaar was. De structuur bestaat uit tien pilaren en tien nisvormig inhammen en zes haarden (vuurplaatsen). De resten van minstens twee eerdere gebouwen liggen eronder. Reeds in de prehistorie vertoonde het gebouw verzakkingen waardoor het dak instortte. Hier werden voor het eerste de dunne tegels die waarschijnlijk als dakbedekking dienst deden gevonden en waar pigment voor decoraties werden aangetroffen. Verder werden hier zorgvuldig bewerkte, van steen gemaakte spatels gevonden. Deze vertoonden geen slijtagesporen die wezen op intensief gebruik; het gebruiksdoel is onbekend. Er werd ook een strijdknots van walvisbeen en een walvistand gevat in steen opgegraven.

#### Structuur 10

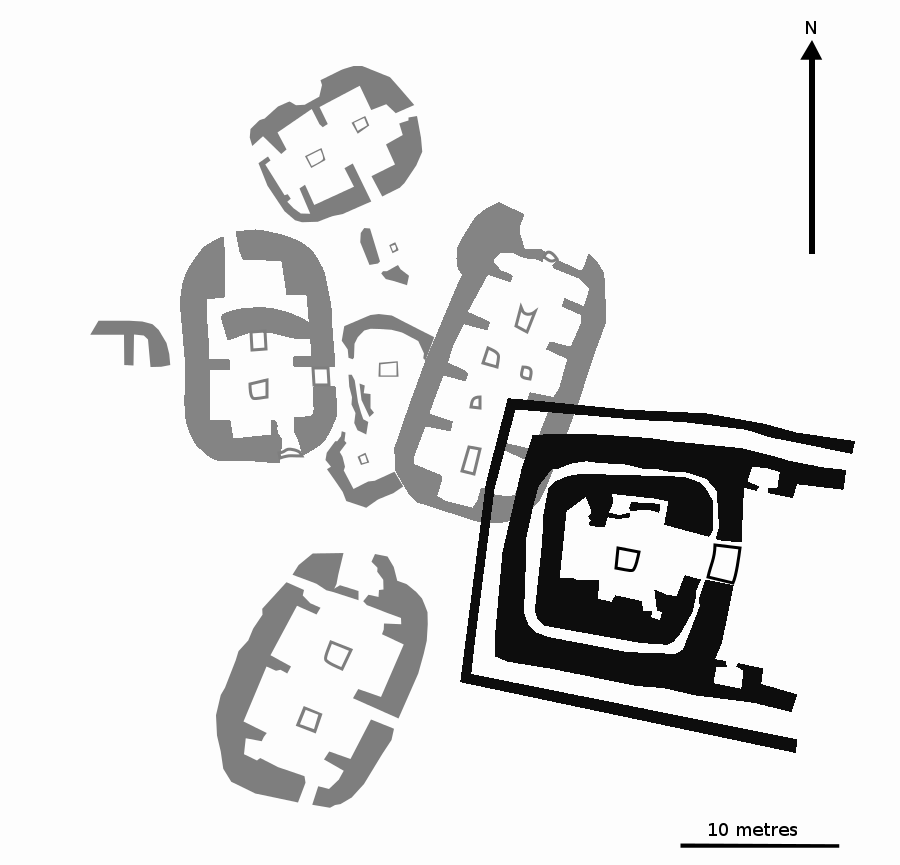
Structuur 10

Deze structuur werd in 2008 ontdekt en onmiddellijk gekarakteriseerd als een tempel. Het gebouw is 25 meter lang en 20 meter breed. Er zijn vier meter dikke muren die nog meer dan een meter hoog zijn. Hierin was een rechtopstaande steen met een zandlopervormig gat verwerkt. Binnenin bevindt zich een kruisvormig heiligdom. De constructie is rondom betegeld. Men gelooft dat deze tempel rond 2900 v. Chr. is gebouwd en in 2800 v. Chr. is herbouwd, waarschijnlijk door instabiliteit van het bouwsel. In die tijd was structuur 10 het grootste gebouw in het noorden van Groot-Brittannië en domineerde het landschap op de landengte. Het heiligdom werd gebruikt tot in de periode 2400 tot 2000 v Chr., waarna het schijnbaar werd "gesloten", wat gepaard ging met een afbraakceremonie waarbij enige honderden runderen werd geslacht. Van ongeveer 400 runderen werden beenresten (tibia) gevonden. Deze botten waren gekraakt, wat wijst op het eruit halen van het merg. De suggestie is dat deze slachting op één moment in de tijd plaats vond en onderdeel was van een groot feest. Na het feest werden de kadavers van verschillende edelherten bovenop de botresten geplaatst en werd de hele structuur verwoest. Schijnbaar markeerde deze gebeurtenis de sluiting en het ontruimen van de Ness of Brodgar.

#### Structuur 12

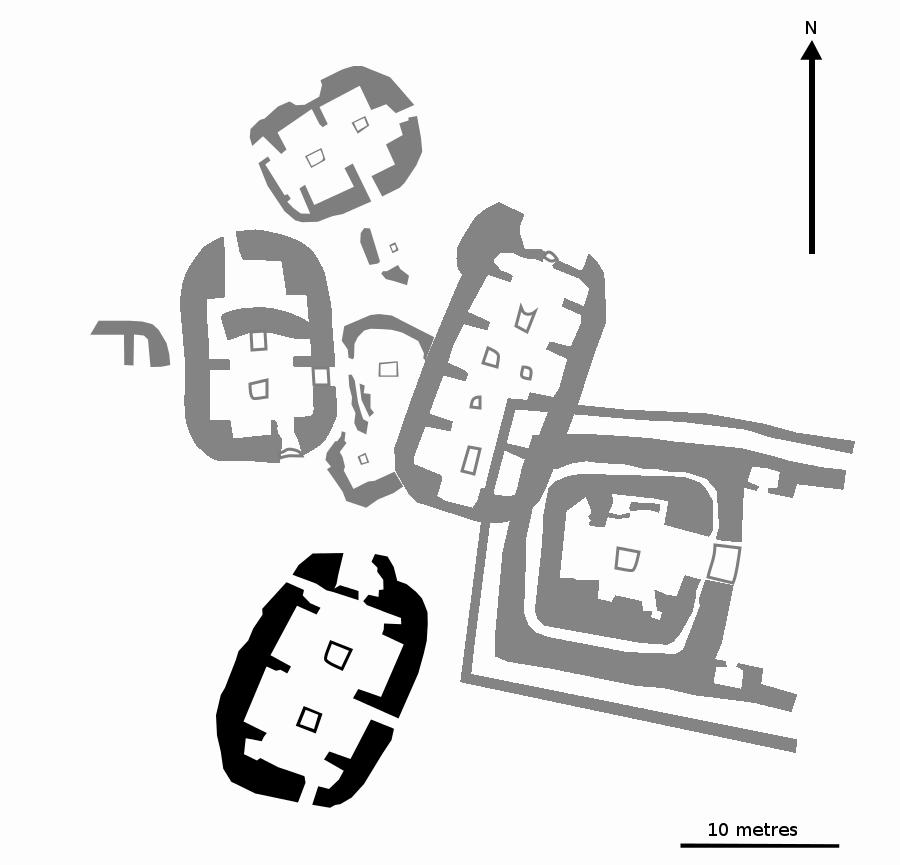
Structuur 12

Deze structuur werd rond 3000 v. Chr. gebouwd en bestaat uit zes pilaren, vier inhammen en 2 haarden. Het is tot in 2016 de meest zuidelijke opgegraven structuur. Men vermoedt dat verder zuidelijk nog meer te vinden zou zijn, maar daar ligt nu de afvalhoop van de opgraving. Ook structuur 12 is gemaakt met bijgewerkte zandstenen maar had, zoals meerdere bouwsel op deze site, te kampen met bouwkundige problemen en werd daarom gedeeltelijk herbouwd. Een aanbouw aan de noordzijde die later in de nieuwe steentijd werd aangelegd, is niet erg goed in de oorspronkelijke constructie verwerkt. In deze aanbouw werd een grote hoeveelheid grooved ware (neolithisch aardewerk) gevonden, waaronder grote vaten. Deze vaten waren soms gemaakt met technieken die eerder niet bekend waren voor deze periode in de prehistorie. Ze waren zwart, rood of wit gekleurd. De rode kleur was afkomstige van oker en het zwart was van roet. De bron van het witte pigment is (nog) niet bepaald. Dit type aardewerk behoort tot het oudste dat in Groot-Brittannië is gevonden en heeft zich later vanaf de Orkneyeilanden naar het zuiden verbreid.

#### Structuur 14

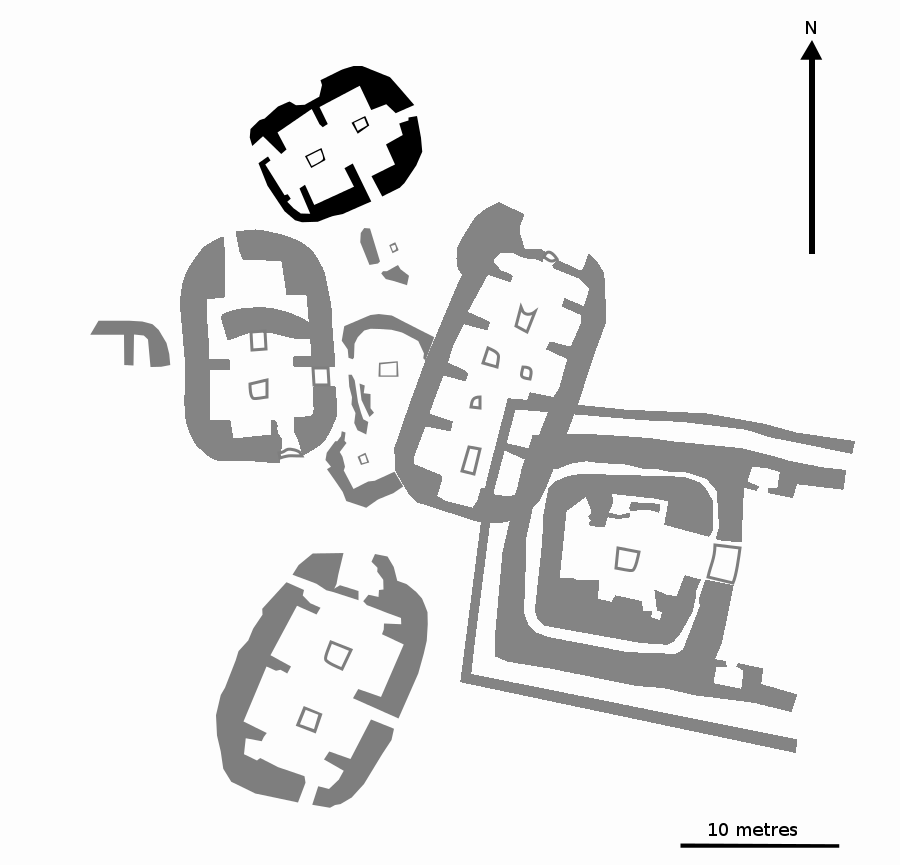
Structuur 14

Deze structuur werd omstreeks 3000 v. Chr. gebouwd, ruwweg gelijktijdig met de structuren 1, 8 en 12. Ook deze structuur is gebouwd op het fundament van eerdere bouwsels. Er zijn drie ingangen, vier pilaren, vier nissen en twee haarden. Afgezien van het formaat is de structuur gelijkvormig aan structuur 8. Al in de prehistorie is een groot deel van de stenen elders hergebruikt. Bovendien is het grotendeels vernietigd rond 2600 v. Chr. Dit geldt ook voor de andere structuren, behalve structuur 10. Er wordt uitgebreid chemisch onderzoek verricht aan vondsten op de vloer van deze structuur om te achterhalen wat de functie was van dit gebouw. Binnen de structuur is een ongebruikelijk type bijl en ook een vroeg type neolithisch aardewerk (Carinated bowl) aangetroffen.

## Tijdlijn
- ca. 5000 v. Chr. Sporen van Mesolitische cultuur op de Ness of Brodgar.
- ca. 3700 v. Chr. Vroegste aanwijzingen voor landbouw op de Orkneyeilanden.
- ca. 3600 v. Chr. Aanwezigheid neolithische nederzettingen elders op de eilanden.
- ca. 3500 v. Chr. Vroeg neolithisch aardewerk (‘’Carinated bowl’’) aangetroffen in structuur 14.
- ca. 3300 v. Chr. Vroegste opgegraven structuur (5) van de Ness of Brodgar. De vroegste resten in Skara Brae dateren ook uit deze periode evenals vondsten onder de intensief onderzochte, reeds opgegraven structuren.
- ca. 3100 v. Chr. Structuren 1, 8, 12 en 14 werden gebouwd en/of waren in gebruik. Stones of Stenness werden opgericht. (Elders: Fase 1 Stonehenge. Alleen greppels en houten palen)
- ca. 3000 v. Chr. Stones of Stenness zijn in gebruik.
- ca. 2900 v. Chr. Begin van het in gebruik nemen van gebouwen met pilaren. Structuur 10 wordt gebouwd.
- ca. 2800 v. Chr. Structuur 10 stort in en wordt herbouwd. De structuren met lange pilaren zijn buiten gebruik en worden met afval gevuld. Behalve structuur 10 wordt de Ness verlaten.
- ca. 2700 v. Chr. De greppel rond Maeshowe wordt gegraven (voor of na de bouw van de grafkamer?)
- ca. 2600 v. Chr. Greppel rond de Ring of Brodgar wordt gegraven (voor of na de bouw van de steencirkel? Vanaf die tijd ook: fase 3 [I en II] van Stonehenge, het monument wordt dan pas geheel in steen opgebouwd)
- ca. 2500 v. Chr. Structuur 10, het hart van de Ness of Brodgar wordt een korte periode weer gebruikt.
- ca. 2450 v. Chr. Skara Brae wordt verlaten.
- ca. 2400 v. Chr. De resten van structuur 10 vormden het middelpunt van een uitgebreide ceremonie of feest, gezien de overblijfselen (skeletresten) van 400 runderen die werden achtergelaten op de betegeling rond deze structuur. Het definitieve einde van neolithisch Ness of Brodgar? Bovenop de laag waarin de beenderen lagen werden een potscherf en een pijlpunt uit de bronstijd aangetroffen. Dit markeert het einde van het Neolithicum.
- 800 v. Chr.-AD500 Ergens gedurende de ijzertijd werd de afvalhoop in de zuidoosthoek van de Ness of Brodgar grondig veranderd en opnieuw vorm gegeven.

## Doorlopend onderzoek
In 2024 werden voor het laatst opgravingen gedaan. Tussen 2003 en 2024 werd op de site (opgraafplek) gewerkt tussen de eerste week van juli tot half augustus. Buiten deze periode, maar ook als het veel regende werd de site afgedekt met landbouwplastic en autobanden. Bij het graafwerk deden vrijwilligers mee, maar altijd onder deskundige leiding. Nog steeds zijn experts en archeologiestudenten uit de hele wereld bij het lopende onderzoek (post-excavation analysis) betrokken.
De locatie waar werd gegraven is definitief gesloten en de loopgraven, het landbouwplastic en de autobanden zijn nu verdwenen. Mogelijk dat volgende generaties op deze plek in de toekomst weer gaan graven.
Het team van archeologen dat deze opgravingen deed, zal zich nu verder wijden aan de bestudering van het opgegraven materiaal. Belangstellenden kunnen op de hoogte blijven van de resultaten van dit verdere onderzoek via nieuwsbrieven van de stichting Ness of Brodgar Trust.
The Ness of Brodgar Trust  doet nog steeds aan fondswerving. Toeristen kunnen in de zomer rondleidingen onder leiding (niet gratis) aanvragen. In het nabijgelegen dorp  Stenness is een bezoekerscentrum (Maeshowe Visitor Centre) met informatie over de site. Via nieuwsbrieven op de website worden geïnteresseerden op de hoogte gehouden van het minutieuze onderzoek aan deze vondsten.

### Onderzoek aan de fauna
Een voorbeeld (uit vele) van dit type vervolgonderzoek is onderzoek aan de botresten van de dieren. Al sinds 1904 is bekend dat op de Orkneyeilanden een ondersoort voorkomt van de veldmuis ("Orkney vole"). Deze ondersoort is afkomstig van het vasteland van Europa en is afwezig op de grote eilanden van de Britse Eilanden. Dit wijst erop dat deze muis door mensen in de steentijd is geïntroduceerd. Verder wordt het DNA uit de runderbotten geanalyseerd en vergeleken met het DNA van andere vondsten uit die periode van runderen uit de Europese prehistorie waarbij medewerkers van de UHI Archaeology Institute samenwerken met de Trinity College in Dublin.